# Charlot danseur
Pour plus de détails, voir Fiche technique et Distribution.
Charlot danseur (titre original : Tango Tangles) est une comédie burlesque américaine réalisée par Mack Sennett avec Charlie Chaplin, sortie le 9 mars 1914.

## Synopsis
Dans une salle de danse, un imposant clarinettiste est furieux de voir sa belle courtisée par un autre musicien et lui demande des explications. Charlot observe de loin et se garde bien de s'en mêler mais lorsque les deux musiciens repartent jouer dans l'orchestre, il en profite pour faire sa cour à la belle…
Il s'agit du sixième court-métrage de Charlie Chaplin et Charlot est loin d'avoir trouvé son apparence définitive. En effet, dans ce film, c'est un dandy sans moustache !

## Fiche technique
- Titre original : Tango Tangles
- Titre : Charlot danseur
- Réalisation : Mack Sennett
- Scénario : Mack Sennett, Charlie Chaplin (non crédité)
- Photographie : Frank D. Williams
- Production : Mack Sennett
- Société de production : Keystone
- Société de distribution : Mutual Film (1914)
- Pays de production :  États-Unis
- Langue : titres en anglais
- Format : Noir et blanc - 35 mm - 1,33:1  -  Muet
- Genre : Comédie, Film burlesque
- Longueur : une bobine (300 mètres)
- Durée : 12 minutes
- Date de sortie : 9 mars 1914
- Licence : Domaine public

## Distribution
Source principale de la distribution :
- Charlie Chaplin : le danseur ivre
- Ford Sterling : le leader du groupe
- Roscoe Arbuckle : l'imposant clarinettiste
- Chester Conklin : un invité en costume de policier
- Sadie Lampe : la jeune femme du vestiaire[2]
- Minta Durfee : une invitée

Distribution non créditée :
- Charles Avery : l'invité au chapeau de paille
- Glen Cavender : le batteur de l'orchestre/un client (non crédité)
- Alice Davenport: une invitée (non créditée)
- Billy Gilbert : l'invité au chapeau de cow-boy
- William Hauber : le joueur de flûte
- Bert Hunn : un invité
- George Jeske : le trompettiste/un invité avec un nœud papillon
- Edgar Kennedy : le patron du dancing
- Hank Mann : un invité
- Harry McCoy : le pianiste
- Rube Miller : l'invité bousculé
- Dave Morris : une danseuse
- Eva Nelson : une invitée avec Glen Cavender
- Frank Opperman : l'autre clarinettiste/un invité
- Peggy Pearce : une invitée
- Al St. John : un invité en costume de prisonnier